# Paula Riemann
Pour les articles homonymes, voir Riemann.
Paula Riemann, née le 3 août 1993, est une actrice allemande, fille des acteurs Katja Riemann et Peter Sattmann. 

## Filmographie
- 2004 : Bergkristall (de)
- 2006 : Charlotte et sa bande
- 2006 : La Belle et le Pirate (Störtebeker) (TV)
- 2007 : Charlotte et sa bande 2 : premières amours
- 2014 : Coming In (de)
- 2016 : Seitenwechsel (de)
- 2017 : Forget About Nick (en)

## Récompenses
- 2006: Undine Award – Meilleure actrice débutante